# Verzuring (samenleving)
Het begrip verzuring van de samenleving (of van menselijke relaties) is een term die in België is ontstaan, waar men in Nederland eerder van verkilling zou spreken. Sommigen vinden dat de mensen tegenwoordig met name in Nederland en België minder rekening met elkaar houden en minder van elkaar kunnen verdragen. Zij zouden ook minder en minder van de overheid of van het beleid kunnen verdragen, het zogeheten politieke nee-gevoel.   
De volgende stap, die niet met het woord verkilling kan gezet worden, maar wel met het woord verzuring, en die door socioloog Mark Elchardus van de Vrije Universiteit Brussel ook gezet wordt, is ook de kritische houding tegen het overheidsbeleid als verzuring te bestempelen. Elchardus onderzoekt en beschrijft sociale onvrede en wantrouwen in de overheid als problematisch, en hij plaatst dat onder de noemer verzuring. Sociale verenigingen, zoals de KAV, hebben dit begrip intussen overgenomen en menen ertegen te moeten opkomen.
Het gebruik van de term is voortgekomen uit het begrip verzuring in de ecologie.  De gelijkstelling van kritiek op het beleid met verzuring is voor het eerst opgedoken toen de krant De Morgen een kritiek op de ontwikkelingen in de groene partij Agalev over de volle frontpagina van 24 december 1988 uitsmeerde onder de titel "zure regen treft Agalev".  
Het woord is intussen ook in Nederland opgedoken en werd daar in een publicatie van het Genootschap Onze Taal opgemerkt als "het ergste woord van 2002", weliswaar uit de mond van een Gents hoogleraar taalkunde.